# Fabronia matsumurae
Fabronia matsumurae là một loài Rêu trong họ Fabroniaceae. Loài này được Besch. mô tả khoa học đầu tiên năm 1899.